# 黑雁 (小說)
《黑雁》為古龍偽作之一，1983年由育幼圖書公司出版，實際作者為龍乘風。本書收錄五部技擊故事：《蝴蝶王》、《黑雁》、《雙天至尊》、《龍虎雙傑續作》（原題不明）、《鐵拳神槍奪命斧》，背景均為民初的上海或香港，但彼此之間並無關聯。1990年代由風雲時代重新出版。

## 主要人物
- 謝雁聲：被稱作「黑雁」
- 藍浪：
- 阿泰：
- 王琳夢：

## 次要人物
- 白憐憐：
- 席玲玲：
- 仇二爺：
- 席鐵峰：
- 老曾：
- 溫柔：
- 曾美花：

## 小說目錄
待查

## 外部連結
- 風雲時代官網出版黑雁介紹頁 （页面存档备份，存于）